# Hammond Innes
Hammond Innes (Eigentlich: Ralph Hammond Innes; * 15. Juli 1913 in Horsham; † 10. Juni 1998 in Kersey) war ein britischer Romanautor. Er ließ sich von Weltreisen zu Abenteuergeschichten inspirieren, die häufig in unwirtlicher Natur spielen.

## Leben und Werk
Im Alter von 17 Jahren schrieb er seinen ersten Roman The Doppelgänger (erschienen 1937). Von 1934 bis 1940 schrieb er für die Zeitung Financial News. Bis 1946 war er Artillerist. 1978 wurde er zum Commander des Order of the British Empire ernannt. Er schrieb bis kurz vor seinem Tod. Sein letzter Roman wurde Delta Connection (1996). Einige seiner Romane wurden verfilmt, so etwa 1959 Das Wrack der Mary Deare (Filmtitel Die den Tod nicht fürchten).
Für ein Buch verbrachte er für gewöhnlich sechs Monate mit Reisen und Forschen, gefolgt von sechs Monaten, in denen er das Manuskript produzierte. Viele seiner Werke behandeln Ereignisse auf See. Auch die Geologie ist oft ein zentrales Element (Bodenschätze, Vulkanismus). Ungewöhnlich für das Thriller-Genre sind Innes’ Protagonisten oft nicht „Helden“ im herkömmlichen Sinn, sondern gewöhnliche Menschen, die sich plötzlich in extremen Situationen vorfinden. Der Protagonist ist in der Regel gezwungen, sich auf seinen eigenen Verstand zu verlassen und die begrenzten Ressourcen bestmöglich zu nutzen.

## Werke
Auf Deutsch erschienene Romane
- Todesschatten über Cornwall. (Wreckers Must Breathe, 1940)
- Die Todes-Mine. (The Killer Mine, 1947)
- Das Schiff im Felsen. (Maddons Rock, 1948)
- Das blaue Eis. (The Blue Ice, 1948)
- Der weiße Süden. (The White South, 1949), dt. Übersetzung von Arno Schmidt, Rowohlt Hamburg, 1952
- Der flammende Berg. (The Angry Mountain, 1950)
- Die Luftbrücke. (Air Bridge, 1951)
- Campbells Königreich. (auch: Öl in den Rocky Mountains; Campbell's Kingdom, 1952)
- Es begann in Tanger. (The Strange Land, 1954)
- Der Schiffbruch der Mary Deare. (The Wreck of the "Mary Deare", 1956)
- Labrador. Das Land Kains. (The Land God Gave to Cain, 1958)
- Die verlorene Oase. (The Doomed Oasis, 1960)
- Rasender Atlantik. (Atlantic Fury, 1962)
- Die weißen Wasser. (auch: Die verschwundene Insel; The Strode Venturer, 1965)
- Die Konquistadoren. (The Conquistadors, 1969)
- Tod auf Leukas. (Levkas Man, 1971)
- Das Gold der Wüste. (Golden Soak, 1973)
- Nordstern. (North Star, 1974)
- Die Fährte der Elefanten. (The Big Footprints, 1977)
- Captain Cooks letzte Reise. (The Last Voyage, 1978)
- Zwei Penny für ein tolles Leben. (Solomon’s Seal, 1980)
- Die schwarze Flut. (The Black Tide, 1982)
- Die Yukon-Affäre. (High Stand, 1985)
- Medusa. (1988)
- Isvik. Auf der Suche nach dem Schiff der Geheimnisse. (Isvik, 1991)

Reiseberichte
- Ernte vieler Reisen. (Harvest of Journeys, mit Reimar von Bonin, 1960)
- Skandinavien. (Scandinavia, 1963)

## Verfilmungen  (Auswahl)
- 1953: Hölle unter Null (Hell below zero) – nach dem Roman „Der weiße Süden“
- 1957: Gefährliches Erbe (Campbell’s kingdom)
- 1959: Die den Tod nicht fürchten (The wreck of the Mary Deare)
- 1977: Das Gold der Wüste (Golden Soak, australisch-britisch-deutsche TV-Serie in 6 Episoden)